# Orial
Orial es un lugar español de la parroquia de Hevia, perteneciente al municipio de Siero, en la comunidad autónoma de Asturias.

## Historia
Hacia mediados del siglo XIX, era referido como un lugar ya por entonces perteneciente a la parroquia de Hevia, en el municipio de Siero. Aparece descrito en el duodécimo volumen del Diccionario geográfico-estadístico-histórico de España y sus posesiones de Ultramar de Pascual Madoz con las siguientes palabras:

ORIAL: l. en la prov. de Oviedo, ayunt. de Siero y felig. de San Felix de Hevia (V.).
(Madoz, 1849, p. 349)

En 2023, la entidad singular de población de Orial tenía empadronados 253 habitantes, todos ellos en el núcleo de población de ese nombre.